# Marco Arnolfo
 (mai 2024).
Si vous disposez d'ouvrages ou d'articles de référence ou si vous connaissez des sites web de qualité traitant du thème abordé ici, merci de compléter l'article en donnant les références utiles à sa vérifiabilité et en les liant à la section « Notes et références ».
Marco Arnolfo, né le 10 novembre 1952 à Cavallermaggiore (Cuneo, Italie), est un prélat catholique italien, archevêque métropolitain de Verceil depuis 2014.

## Formation

### Formation et ministère sacerdotal
Il fréquente le petit séminaire de Rivoli puis étudie la philosophie et la théologie à la faculté de théologie de Turin. Après avoir obtenu son diplôme de maîtrise en théologie pastorale à l'université pontificale salésienne, il obtient un diplôme de physique à l'université de Turin.
Le 25 juin 1978, il est ordonné prêtre à Monasterolo di Savigliano par Mgr Anastasio Alberto Ballestrero. Il devient premièrement vicaire de la cathédrale de Chieri et de la paroisse Saints-Pierre-et-Paul de Santena, puis devient recteur du petit séminaire de Turin de 1987 à 2001. Il est ensuite nommé curé de la paroisse Saint-Jean-Baptiste d'Orbassano. En 2008, il devient vicaire épiscopal pour le secteur ouest de l'archidiocèse de Turin.
Le 20 mars 2010, il est nommé aumônier de Sa Sainteté par le Pape Benoît XVI et reçoit ainsi le titre de « Monseigneur ».

### Épiscopat
Le 27 février 2014, à la suite de la démission de Mgr Enrico Masseroni (it), le pape François le nomme archevêque de Verceil. Il est alors consacré le 11 mai suivant dans la cathédrale de Verceil par Mgr Cesare Nosiglia, assisté de Mgrs Enrico Masseroni (it) et Gabriele Mana.
Le 29 juin, le pape François lui remet le pallium en la basilique Saint-Pierre.